# Hermann Pook
Hermann Pook, född 1 maj 1901 i Berlin, död 1983, var en tysk tandläkare och SS-Obersturmbannführer. Han var från september 1943 till maj 1945 chef för tandläkarna i samtliga koncentrationsläger och knuten till SS-Wirtschafts- und Verwaltungshauptamt (SS-WVHA).
Efter andra världskriget ställdes Pook 1947 inför rätta vid SS-WVHA-rättegången och dömdes till tio års fängelse. Han frigavs 1951.